# Мельников, Анатолий Иванович (политик)
Мельников, Анатолий Иванович (29 апреля 1928, пос. Рассвет, Алтайский край, СССР — 11 июня 2019, Барнаул, Алтайский край, Россия) — советский государственный деятель, председатель Барнаульского горисполкома с 1972 по 1986 года.

## Биография
Родился в посёлке Рассвет Тальменского района Алтайского края. После окончания школы поступил в Барнаульский педагогический институт. В возрасте 26 лет Анатолий Иванович был назначен на должность заместителя председателя горисполкома. В эти годы ему было поручено курирование вопросов благоустройства города, озеленения, строительства школ, детских садов, учреждений культуры. Особое внимание уделялось благоустройству города. Первые результаты смогли оценить жители Барнаула уже в 1956 году, когда на проспекте Ленина были высажены привезенные из Москвы луковицы тюльпанов. Городские преобразования коснулись образовательной и культурной сфер. Так, в 1950-е годы были построены кинотеатр «Россия», Дворец пионеров, школы № 22, 27, 31, 42 и многое другое.
В 1960-е гг. Мельников был назначен на должность начальника управления жилищно-коммунального хозяйства крайисполкома.

### Председатель Барнаульского горисполкома
В 1972 году Анатолий Иванович был избран председателем Барнаульского городского исполнительного комитета. Представителями городского самоуправления был подготовлен проект постановления «О развитии городского хозяйства города Барнаула в 1976—1980 гг.». Задача стояла практически невыполнимая: обосновать увеличение городского бюджета в два раза и получить общее одобрение Совета министров СССР. 10 сентября 1975 года было принято постановление «О мерах по развитию в 1976—1980 годах городского хозяйства г. Барнаула». С этого года принималось ещё три постановления Совета министров СССР о мерах по дальнейшему развитию городского хозяйства Барнаула, что гарантировало городу финансирование из союзного бюджета. Благодаря государственному финансированию, хорошему руководству, сплоченному коллективу руководителей отделов управления города темпы строительства увеличились в несколько раз.
Согласно информации о выполнении Постановления за период 1972—1986 годов было построено: более 4 млн м² жилья, механический и пивоваренный заводы, три вокзала, три рынка, три кинотеатра, кондитерская фабрика, молочный комбинат, ТЭЦ-3, трамвайно-троллейбусное депо, второй речной водозабор, детские сады, школы, училища, вузы, больницы и многое другое. В городе было образовано 2 микрорайона, начали строить дома повышенной этажности. Кроме того, к середине 70-х гг. XX в. была сдана первая очередь Мемориала Славы, авторами которого являются скульпторы П. Л. Миронов и К. Г. Чумичев, художник В. Ф. Добровольский, архитектор В. Э. Остен-Сакен. В проектировании данного объекта принимал участие А. И. Мельников.
Высокая интенсивность строительства, преобразования в городском хозяйстве Барнаула были замечены Правительством СССР. 14 августа 1980 года, в дни празднования 250-летия со времени основания Барнаула, Указом Президиума Верховного Совета СССР город был награждён Орденом Октябрьской революции. С этого времени стало ежегодной традицией празднование Дня города в Барнауле.
В дни юбилея строились планы. Предполагалось, что в районе краевого театра музыкальной комедии «вырастет» крупный общественно-культурный центр, вокруг которого будут построены 16-этажные жилые дома с большими магазинами.
К 1979 году институтом «Ленгипрогор» был выполнен новый генеральный план застройки Барнаула. В нём, кроме создания новых площадей и расширения магистралей, предусматривалась застройка правого берега Оби. Для реализации данного проекта было необходимо построить мост через Обь.
В 1980 году на площади перед Алтайским политехническим институтом был установлен памятник И. И. Ползунову.
В конце 1986 г. Мельников, по состоянию здоровья и возрасту сложив полномочия председателя горисполкома, возглавил краевое управление газового хозяйства. 14 декабря 1995 г. он зажег факел в честь прихода в Барнаул природного газа.

### Последние годы
29 апреля 2008 года Мельников отметил своё 80-летие. Осенью того же года ему было присвоено звание Почётного гражданина Алтайского края.
Скончался 11 июня 2019 года в возрасте 91 года после тяжёлой болезни.

## Награды
- 1978 — Орден Трудового Красного Знамени
- 1986 — Орден «Знак Почёта»
- 1994 — Заслуженный строитель Российской Федерации
- 1995 — Почётный гражданин Барнаула[5]
- 1998 — Орден «За заслуги перед Отечеством» IV степени
- 2008 — Почётный гражданин Алтайского края — за выдающиеся заслуги перед Алтайским краем, многолетний добросовестный труд, направленный на социальное, экономическое, культурное развитие и процветание Алтайского края и города Барнаула, активную общественную деятельность[6]
- 2013 — Орден «За заслуги перед Алтайским краем» II степени — за многолетний добросовестный труд и большой личный вклад в социально-экономическое развитие Алтайского края